# Silhara
La dinastia indù Silhara governò la regione intorno all'odierna Bombay tra l'810 e il 1240.

## Storia
La dinastia era suddivisa in tre rami; uno governava il Konkan settentrionale, il secondo il Konkan meridionale (tra il 765 e il 1029), mentre il terzo dominò le aree facenti attualmente parte dei distretti di Satara, Kolhapur e Belgaum tra 940-1215, dopo il quale furono travolti dalla dinastia Chalukya.
La dinastia originariamente era nata come vassalla della dinastia Rashtrakuta, che governava l'altopiano del Deccan, tra l'ottavo ed il decimo secolo. Govinda II, un re della dinastia Rashtrakuta, conferì il regno del Konkan settentrionale a Kapardin I, fondatore della famiglia del Nord Silhara, intorno all'anno 800. Da allora il Konkan settentrionale fu conosciuto come Kapardi-dvipa o Kavadidvipa. La capitale di questo ramo era Puri, ora nota come Rajapur nel distretto di Raigad.
La dinastia portava il titolo di Tagara-puradhishvara, il che indica che originariamente proveniva da Tagara (moderna Ter nel distretto di Osmanabad).
Intorno al 1343 l'isola di Salsette, e poi tutto l'arcipelago, passò alla dinastia Muzaffarid.